# Galgenberg (Naturschutzgebiet, Landkreis Tuttlingen)
Der Galgenberg ist ein mit Verordnung vom 19. Dezember 1994 durch das Regierungspräsidium Freiburg ausgewiesenes Naturschutzgebiet auf dem Gebiet der Stadt Mühlheim an der Donau.

## Lage
Das Naturschutzgebiet Galgenberg liegt nördlich von Mühlheim an einem südexponierten Hang des Donautals zwischen dem Lippachtal und der Kolbinger Steige. Es liegt an der Grenze der Naturräume Hohe Schwabenalb und Baaralb und Oberes Donautal.

## Schutzzweck
Schutzzweck ist laut Schutzgebietsverordnung „die Erhaltung des Galgenbergs als Lebensraum für eine Vielzahl seltener und geschützter, auf offenes und extensiv genutztes Gelände angewiesener, wärme - und trockenheitsliebender Tiere und Pflanzen [und] ein vom Menschen durch jahrhundertelange Nutzung geprägter Landschaftsteil mit Wacholderheiden, Magerrasen, blumenbunten Hochstaudensäumen, landschaftsbildprägenden Einzelbäumen, Hecken und einem orchideenreichen Laubmischwald.“

## Landschaftscharakter
Der zentrale Bereich des Naturschutzgebiets wird von einer Wacholderheide gebildet, die von Waldbeständen umgeben sind. Im Südosten grenzt das Naturschutzgebiet unmittelbar an die Ortslage von Mühlheim.

## Zusammenhängende Schutzgebiete
Die Stettener Halde grenzt an das Naturschutzgebiet Triebhalde und das Landschaftsschutzgebiet Donautal mit Bära- und Lippachtal, ist Bestandteil des FFH-Gebiets Großer Heuberg und Donautal und des Vogelschutzgebiets Südwestalb und Oberes Donautal und liegt im Naturpark Obere Donau.